# Earl Hurd
Earl Hurd ( 14 de septiembre de 1880 – 28 de septiembre de 1940) fue un pionero estadounidense en animación y dirección de películas. El es reconocido  por crear y producir  silen Bobby Choca animado serie @subject corta para productor de animación temprana J.R. Bray   producciones. Hurd y Bray son responsables en conjunto por desarrollar los procesos en la animación, se les otorgó las patentes por dichos procesos en 1914.
El animador Andy Luckey fue su primo por parte de la madre de Hurd.

## Carrera
Hurd, un nativo de Ciudad de Kansas, Misuri, posteriormente trabajo para el estudio Terrytoons de Paul Terry antes de comenzar con su  propio estudio Producciones Earl Hurd en 1923.
Hurd fue también un artista de tiras cómicas: participó en la ilustración de  Trials of Elder Mouse(1911–1915), Brick Bodkin's Pa (1912) y Susie Sunshine  (1927–1929). Después trabajó para el estudio Ub Iwerks  y el estudio Walt Disney como artista de storyboard. Giannalberto Bendazzi, historiador de animación, dijo de Hurd "Es probablemente el mejor animador estadounidense de su tiempo" después de Bray, asimismo dijo que sus películas "muestran una inusual inventiva visual, un humor gentil y una atención al dibujo y la escenografía".
Hurd murió el 28 de septiembre de 1940, en Burbank, California.

## Galería
- Bobby Golpes Empieza una Logia (1916)
- Bobby Golpes y la Cigüeña (1916)
- Bobby Choca Inicios Para Escolares (1917)
- Bobby Choca' Cuarto (1917)
- Bobby Golpes pone un Beanery en el Bum (1918)
- Bobby Golpes en la voz de Su Maestro (1921)